# 陈杭 (武警)
陈杭，男，武警少將、長期從事武警部隊政治工作。

## 生平
曾任武警江西省總隊政治委員、武警廣東省總隊政治委員、甘肅省總隊政治部主任